# Iridoteuthis
Iridoteuthis is een geslacht van dwerginktvissen.

## Soorten
- Iridoteuthis iris
- Iridoteuthis maoria